# Bom Jesus do Itabapoana (ort)
Bom Jesus do Itabapoana är en ort i Brasilien.   Den ligger i kommunen Bom Jesus do Itabapoana och delstaten Rio de Janeiro, i den sydöstra delen av landet, 900 km sydost om huvudstaden Brasília. Bom Jesus do Itabapoana ligger 90 meter över havet och antalet invånare är 30 821.
Terrängen runt Bom Jesus do Itabapoana är huvudsakligen kuperad, men österut är den platt. Bom Jesus do Itabapoana ligger nere i en dal. Bom Jesus do Itabapoana är det största samhället i trakten.
Omgivningarna runt Bom Jesus do Itabapoana är huvudsakligen savann. Runt Bom Jesus do Itabapoana är det ganska tätbefolkat, med 116 invånare per kvadratkilometer.